# EASSy
EASSy (Eastern Africa Submarine Cable System) è un sistema di connessione di rete a banda larga in fibra ottica, in via di completamento, che collegherà diversi paesi dell'Africa orientale e Africa meridionale fra loro e al resto del mondo. La dorsale EASSy correrà sul fondo dell'Oceano Indiano, da Mtunzini in Sudafrica fino a Port Sudan in Sudan, con diramazioni verso sei paesi della costa, e ulteriori interconnessioni via terra con altri cinque paesi privi di sbocco sul mare.
Il progetto è partito nel 2003, con il finanziamento della World Bank e della Development Bank of Southern Africa. Il suo sviluppo è stato rallentato da diversi fattori, incluse difficoltà nel reperire ulteriori finanziamenti e una polemica sorta fra il governo del Kenya e il Sudafrica, accusato di voler controllare unilateralmente il progetto. Anche a causa dei ritardi di completamento (il progetto è già un anno indietro rispetto alle scadenze previste), il Kenya ha nel frattempo intrapreso un altro progetto simile, TEAMS, con una diversa partnership (Etisalat, Emirati Arabi).
Oltre a TEAMS, il principale progetto concorrente di EASSy è Seacom, che ha annunciato il completamento dei lavori per il giugno 2010. Questa scadenza è estremamente importante per tutti i progetti di creazione di reti a banda larga in Africa, a causa della richiesta di banda prevista per le manifestazioni e i servizi legati ai Mondiali di Calcio del 2010 in Sudafrica.

## Principali partner
- Sudatel (Sudan)
- Djibuti Telecom (Gibuti)
- Somali Telecom Group (Somalia)
- Telkom Kenya (Kenya)
- Tanzania Telecommunications Company Limited (Tanzania)
- Madacom (Madagascar)
- Telecommunication de Mozambique (Mozambico)
- Telkom SA, Neotel, Gruppo MTN (Sudafrica)
- African Telecommunications Union (associazione panafricana)